# Cardioglossa
Cardioglossa là một chi động vật lưỡng cư trong họ Arthroleptidae, thuộc bộ Anura.

## Các loài
- Cardioglossa alsco Herrmann, Herrmann, Schmitz & Böhme, 2004
- Cardioglossa annulata Hirschfeld, Blackburn, Burger, Zassi-Boulou, and Rödel, 2015
- Cardioglossa congolia Hirschfeld, Blackburn, Greenbaum, and Rödel, 2015
- Cardioglossa cyaneospila Laurent, 1950
- Cardioglossa elegans Boulenger, 1906
- Cardioglossa escalerae Boulenger, 1903
- Cardioglossa gracilis Boulenger, 1900
- Cardioglossa gratiosa Amiet, 1972
- Cardioglossa inornata Laurent, 1952
- Cardioglossa leucomystax (Boulenger, 1903)
- Cardioglossa melanogaster Amiet, 1972
- Cardioglossa manengouba Blackburn, 2008[7]
- Cardioglossa nigromaculata, Nieden, 1908)
- Cardioglossa occidentalis Blackburn, Kosuch, Schmitz, Burger, Wagner, Gonwouo, Hillers, and Rödel, 2008
- Cardioglossa oreas Amiet, 1972
- Cardioglossa pulchra Schiøtz, 1963
- Cardioglossa schioetzi Amiet, 1982
- Cardioglossa trifasciata Amiet, 1972
- Cardioglossa venusta Amiet, 1972